# Sami Sandell
Sami Sandell (* 1. März 1987 in Nokia) ist ein finnischer Eishockeyspieler, der zuletzt beim  HC Davos in der Schweizer National League unter Vertrag stand.

## Karriere
Sami Sandell begann seine Karriere als Eishockeyspieler in der Jugend des finnischen Erstligisten Ilves Tampere, in der er bis 2004 aktiv war. Anschließend spielte er zwei Spielzeiten lang für die Brandon Wheat Kings, die ihn beim CHL Import Draft 2004 als Gesamtzehnten gezogen hatten, aus der kanadischen Juniorenliga Western Hockey League, ehe er nach Tampere zurückkehrte. Für Ilves gab er in der Saison 2006/07 sein Debüt in der SM-liiga, der höchsten finnischen Spielklasse. Nach zweieinhalb Jahren verließ Sandell die Mannschaft während der Saison 2008/09, um für deren Ligarivalen Espoo Blues zu spielen. Die Saison 2009/10 begann er bei LeKi in der Mestis, der zweiten finnischen Spielklasse. Zudem absolvierte er ein Spiel für seinen Ex-Verein Ilves Tampere in der SM-liiga. Im Dezember 2009 schloss er sich IF Troja-Ljungby aus der zweiten schwedischen Spielklasse, der HockeyAllsvenskan, an, in der er in den folgenden eineinhalb Jahren auf dem Eis stand.
Zur Saison 2011/12 wurde er vom Luleå HF aus der Elitserien verpflichtet und spielte für diesen Verein bis 2013, ehe er zu seinem Heimatverein zurückkehrte. In den folgenden fünf Jahren spielte Sandell für seinen Stammverein Ilves Tampere, mit dem er in der Saison 2017/18 als bester Skorer seines Vereins (48 Punkte in 53 Spielen) die Playoffs verpasste. Anschließend nahm er im Mai mit Finnland erstmals an einer Weltmeisterschaft teil. Im Juli 2018 erhielt er zunächst einen Probevertrag beim HC Davos, der einen Monat später verlängert wurde. Wenige Tage später verdrehte er sich das Knie und fiel mit einem Knorpelschaden im Knie für den Rest der Saison aus.

### International
Für Finnland nahm Sandell an der U20-Junioren-Weltmeisterschaft 2007 teil, bei der er mit seiner Mannschaft den sechsten Platz belegte.